# Natalie Morales
Pour les articles homonymes, voir Morales.
Ne doit pas être confondu avec Natalie Morales (animatrice de télévision).
Natalie Morales, née le 15 février 1985 à Kendall (Floride), est une actrice, réalisatrice et écrivaine américaine aux origines cubaines. Elle est surtout connue pour avoir joué le rôle de Wendy Watson dans la série télévisée The Middleman.

## Carrière
Elle commence sa carrière avec une apparition dans Les Experts : Miami, puis elle se voit confier le rôle principal d'une série pour adolescents, The Middleman, une adaptation du comics éponyme, diffusée sur la chaîne ABC Family. Malgré d'excellentes critiques, le programme est arrêté au bout d'une seule saison de 12 épisodes, durant l'été 2008.
Elle rebondit dès l'année suivante en jouant le rôle de l'agent spécial du F.B.I. Lauren Cruz, dans la première saison de la série télévisée White Collar.
En 2010, elle tient un petit rôle dans le thriller Wall Street : L'argent ne dort jamais, la suite du film de 1987, Wall Street, déjà signé Oliver Stone , mais apparaît également dans la comédie romantiqueTrop loin pour toi. En 2011, c'est le drame indépendant 6 Month Rule qui lui permet de jouer un rôle principal au cinéma.
Elle revient ensuite à la télévision, où elle enchaîne les personnages récurrents dans divers registres : en 2012, elle joue ainsi la compagne d'un protagoniste de la série politique The Newsroom durant deux épisodes, mais apparaît aussi dans cinq épisodes de la série pour adolescents 90210 Beverly Hills : Nouvelle Génération.
Entre 2013 et 2014, elle fait partie de la distribution semi-régulière de l'éphémère sitcom Trophy Wife, où elle joue la meilleure amie de l’héroïne incarnée par Malin Akerman. Elle enchaîne avec un rôle dans trois épisodes de l'acclamée série d'HBO, Girls.
Au début de 2015, alors que se conclut la sitcom Parks and Recreation sur la chaîne NBC, la comédienne reprend son rôle de Lucy. Il s'agit du personnage de la petite amie du protagoniste Tom Haverford, introduit dès la saison 2, en 2010. La comédienne sera ainsi apparu au total dans 12 épisodes étalés sur cinq ans.
À la rentrée 2015, elle retrouve Rob Lowe pour la sitcom portée par ce dernier, The Grinder. Elle y joue une avocate intelligente et déterminée, potentielle relation amoureuse pour le héros.
En 2017, elle joue dans le film Battle of the Sexes de Jonathan Dayton et Valerie Faris aux côtés d'Emma Stone. Puis cette même année, elle prête sa voix à la série BoJack Horseman, puis elle joue jusqu'en et 2019, avec Drew Barrymore et Timothy Olyphant dans la série comique Santa Clarita Diet, diffusée sur Netflix. Toujours en 2019, elle tient le rôle principal de la série Abby's et tourne également dans Sunnyside, ainsi que le film Stuber.
En 2020, elle est présente dans la seconde saison de Dead to Me, également diffusée sur Netflix et dans le film Happily avec Joel McHale (également présent au casting de Santa Clarita Diet)
En 2021, elle est à l'affiche du film Une affaire de détails (Little Things) de John Lee Hancock avec Denzel Washington, Rami Malek, Jared Leto, ou encore Sofia Vassilieva.

## Filmographie

### Réalisatrice
- 2021 : Language Lessons
- 2021 : Plan B

### Actrice

#### Longs métrages
- 2010 : Wall Street : L'argent ne dort jamais (Wall Street : Money Never Sleeps) d'Oliver Stone : Une partenaire de Churchill Schwartz
- 2010 : Trop loin pour toi (Going the Distance) : Brandy
- 2014 : Rio 2 : Une journaliste (voix)
- 2017 : Battle of the Sexes de Jonathan Dayton et Valerie Faris : Rosie Casals
- 2019 : Stuber de Michael Dowse : Nicole
- 2020 : Happily de BenDavid Grabinski : Patricia
- 2021 : Une affaire de détails (The Little Things) de John Lee Hancock : détective Jamie Estrada
- 2021 : Language Lessons
- 2022 : I'm Totally Fine de Brandon Dermer : Jennifer
- 2023 : Le Challenge (No Hard Feelings) de Gene Stupnitsky : Sarah

#### Séries télévisées
- 2006 : Les Experts : Miami (CSI : Miami) : Anya Boa Vista
- 2008 : The Middleman : Wendy Watson
- 2009 : Rockville CA : Isabel
- 2009 - 2010 : FBI : Duo très spécial (White Collar) : Agent Spécial Lauren Cruz
- 2010 : The Subpranos : Beatrice Ramirez
- 2010 - 2011 / 2015 : Parks and Recreation : Lucy
- 2011 : The Cape : Kia
- 2012 : The Newsroom : Kaylee
- 2012 : 90210 Beverly Hills : Nouvelle Génération (90210) : Ashley Howard
- 2013 : The Ladies & The Gents : Liza
- 2013 - 2014 : Trophy Wife : Meg Gomez
- 2014 - 2015 : Girls : Clémentine Barrios
- 2015 - 2016 : The Grinder : Claire Lacoste
- 2017 : Powerless : Green Fury / Beatriz Da Costa
- 2017 : Grace et Frankie (Grace and Frankie) : Melissa
- 2017 : Crashing : Stephanie
- 2017 : Imaginary Mary : Rebecca
- 2017 : Making History : Melissa
- 2017 - 2018 : BoJack Horseman : Yolanda Buenaventura / Mindy Buenaventura (voix)
- 2017 - 2019 : Santa Clarita Diet : Anne Garcia
- 2018 . Room 104 : Jess
- 2018 : Alex, Inc. (en) : Serena Bans
- 2018 : Dream Corp LLC : Patient 6
- 2019 : Harley Quinn : Lois Lane (voix)
- 2019 : Abby's : Abby
- 2019 : Sunnyside : Celeste
- 2020 - 2022 : Dead to Me : Michelle Gutierrez
- 2020 : Home Movie: The Princess Bride : Inigo Montoya
- 2020 - 2023 : Solar Opposites : Mme Perez (voix)
- 2021 - 2022 :  Mr. Mayor : Susan Karp
- 2021 - 2023 : Les Razmoket : Betty DeVille (voix)
- 2022 - 2023 : Firebuds : premier secours : Valentina Vega-Vaughn (voix)
- 2022 : Les Feux de l'amour : Talia Morgan
- 2023 : La Folle Histoire du monde 2 : Femme des cavernes
- 2023 : The Morning Show : Kate Danton
- 2024 : Grey's Anatomy : Dr. Monica Beltran

#### Téléfilms
- 2008 : Quitters de Dane Hanson : Natalie
- 2017 : Losing It de Julie Anne Robinson : Charlie

## Distinctions

### Récompenses
- Frameline San Francisco International LGBTQ Film Festival 2021 : Lauréate de la Mention Honorable pour Language Lessons (2021).
- Provincetown International Film Festival 2021 : Lauréate du Prix du meilleur film pour Language Lessons (2021).
- Provincetown International Film Festival 2021 : Lauréate du Prix Next Wave pour Language Lessons (2021).
- SXSW Film Festival 2021 : Lauréate du Prix du Public du meilleur film pour Language Lessons (2021).
- 2022 : Hollywood Critics Association Awaeds de la meilleure cinéaste pour Language Lessons (2021) et pour Plan B (2021).